# Kumamon
Kumamon (くまモン?) es la mascota oficial de la prefectura de Kumamoto (Japón). Se trata de un oso negro y su nombre es un juego de palabras entre la región y el término «oso» en japonés (クマ, kuma).

## Historia

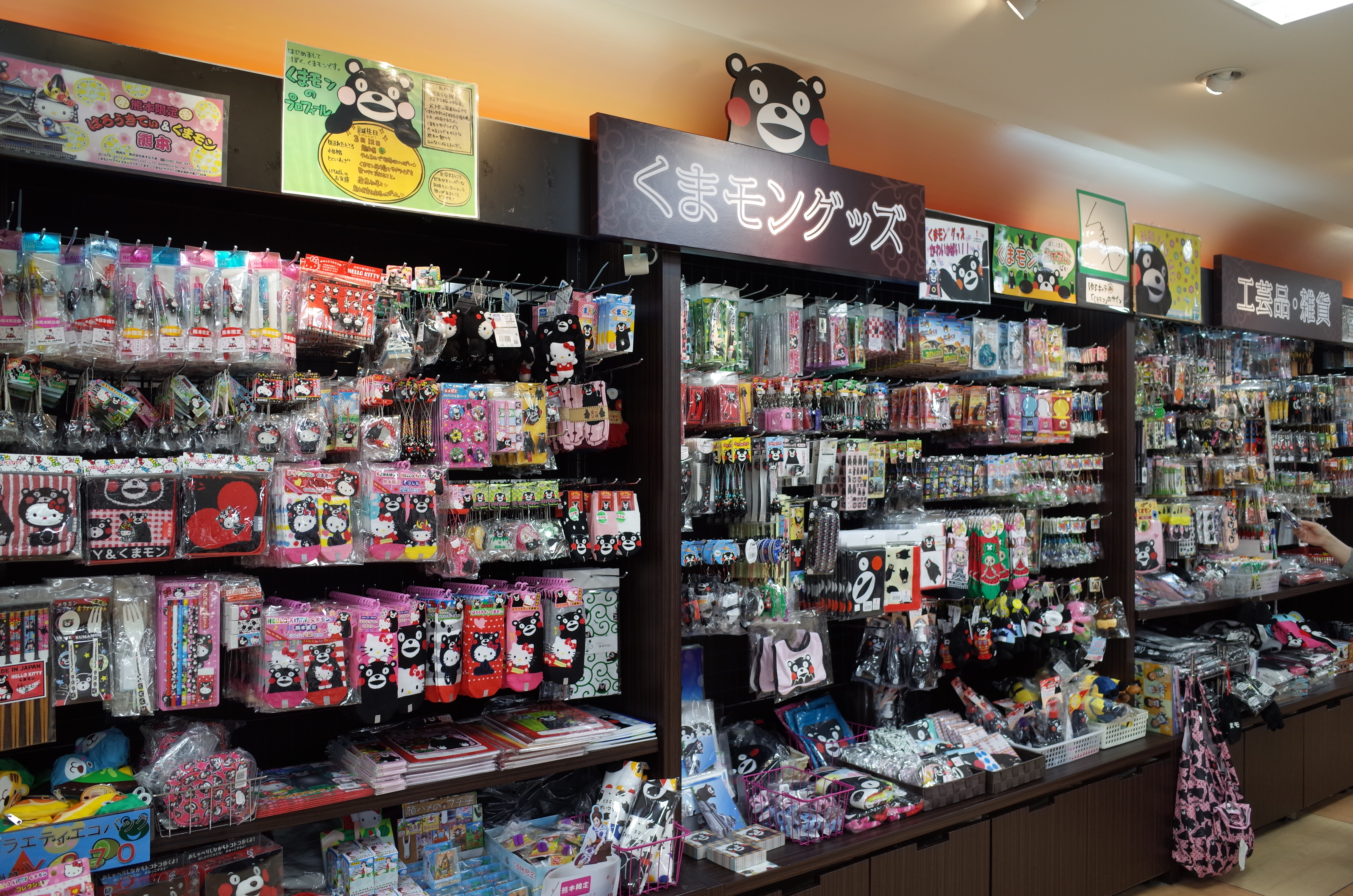
Tienda con merchandising de Kumamon en Kumamoto.

El personaje fue creado el 5 de marzo de 2010 por el diseñador Manabu Mizuno para una campaña turística del gobierno de Kumamoto, con la que pretendían atraer visitantes gracias al nuevo tren de alta velocidad Kyūshū Shinkansen. A pesar de que el oso negro no es un animal característico de la prefectura, se optó por él para establecer el juego de palabras «Kumamon», ya que «oso» en japonés significa Kuma (くま?).
Para darlo a conocer, el gobierno local llevaba al personaje a distintos puntos del país, como Osaka y Tokio, sin presentarlo en sociedad para que la gente se preguntase quién era. Las andanzas de Kumamon, narradas en sus perfiles en las redes sociales, se convirtieron en un fenómeno viral.
En 2011, Kumamon fue ganador del concurso nacional de mascotas regionales Yuru-chara con más de 287 000 votos. Desde entonces ha sido una de las mascotas más rentables en la historia de Japón. Las ventas de merchandising a raíz del triunfo en el Yuru-chara superaron en 2012 los 29 000 millones de yenes (unos 218 millones de euros), frente a los 2500 millones del año anterior. Según datos del Banco de Japón recogidos en 2014, Kumamon habría generado ingresos para la prefectura de Kumamoto superiores a los 123 000 millones de yenes (más de 919 millones de euros), así como un considerable aumento del turismo.
Buena parte de su éxito se debe a que la prefectura de Kumamoto no cobra derechos de autor por utilizar su imagen, pues entienden que cualquier presencia del personaje es una promoción indirecta. Las empresas deben rellenar una solicitud para obtener el permiso, y si el producto tiene una mínima relación con la región se les concederá de forma automática. Esto ha hecho que su fama haya trascendido más allá de Japón.